# Перепишу любовь
«Перепишу любовь» — второй студийный альбом российской певицы Жасмин. Презентация пластинки, выпущенной компаниями «Русский звук» и «Квадро-диск», состоялась 22 ноября 2001 года в развлекательном комплексе «Метелица». Альбом включает в себя 14 композиций, среди которых два ремикса.

## Об альбоме
Альбом записывался в течение 2001 года. Существует также демоверсия альбома на английском языке. Песни «Перепишу любовь», «Лёли-лёли», «Не говори мне» и «Торопишься слишком» были выпущены синглами и на них были сняты видеоклипы. Съёмки клипа на заглавную одноимённую композицию альбома проходили в Стокгольме и Хельсинки. Клип на песню «Лёли-лёли» снимался в январе, в питерском Ботаническом саду.
22 ноября 2001 года в развлекательном комплексе «Метелица» состоялась презентация альбома. Ведущим мероприятия стал Отар Кушанашвили. 28 февраля 2002 года состоялась пресс-конференция, посвящённая одноимённой концертной программе. 16 и 17 марта в ГЦКЗ «Россия» состоялись сольные концерты в рамках данной программы. 19 и 20 мая состоялись концерты в Санкт-Петербурге, в БКЗ «Октябрьский».

## Отзывы критиков
В «Музыкальной газете» положительно оценили альбом. В издании отметили, что «альбом очень четко стилистически выдержан». «Жасмин (видимо, к чести продюсеров, да и к своей тоже) не метается по стилям, выискивая для себя чужие хиты и пытаясь нравиться и бабушкам, и девочкам. И не поет в клипах в окружении толпы мужиков песни про одного-единственного, как это делают некоторые исполнители» — высказал своё мнение рецензент. Похвалу получил и ремикс от Юрия Усачёва на заглавную композицию альбома. Единственным минусом альбома в «газете» назвали то, что в песне «Рождественская» «очень уж явно в припеве угадывается АВВА. Хотя это может оказаться грамотным и продуманным ходом аранжировщиков».

## Награды и номинации
| Год  | Премия         | Номинируемая работа        | Награда          | Статус |
| ---- | -------------- | -------------------------- | ---------------- | ------ |
| 2001 | Песня года     | Песня «Перепишу любовь»    | Статуэтка премии | Победа |
| 2001 | Песня года     | Песня «Торопишься слишком» | Статуэтка премии | Победа |
| 2001 | Стопудовый хит | Песня «Перепишу любовь»    | Статуэтка премии | Победа |
| 2002 | Овация         | Клип «Перепишу любовь»     | Статуэтка премии | Победа |

## Список композиций
| №   | Название                     | Текст песни | Музыка                | Длительность |
| --- | ---------------------------- | ----------- | --------------------- | ------------ |
| 1.  | «Перепишу любовь»            | И.Каминская | А.Зубков              | 3:41         |
| 2.  | «Лёли-лёли»                  | С.Сашин     | К.Брейтбург           | 3:30         |
| 3.  | «Не говори мне»              | И.Каминская | Ф.Ильиных             | 3:41         |
| 4.  | «Торопишься слишком»         | И.Каминская | А.Зубков              | 3:47         |
| 5.  | «Лето на лету»               | А.Вулых     | В.Бодалика            | 4:14         |
| 6.  | «Они не я»                   | З.Попроцкий | С.Сорокин             | 3:10         |
| 7.  | «Я без тебя»                 | И.Каминская | Ж.Григорьев-Милимеров | 3:48         |
| 8.  | «История как у всех»         | И.Каминская | М.Насыров             | 3:23         |
| 9.  | «Будем откровенны»           | З.Попроцкий | С.Сорокин             | 3:49         |
| 10. | «Говорила мама»              | А.Лукьянов  | А.Лукьянов            | 3:28         |
| 11. | «Рождественская»             | И.Каминская | А.Лунев               | 3:22         |
| 12. | «Белая метель»               | А.Лукьянов  | А.Лукьянов            | 4:00         |
| 13. | «Торопишься слишком» (remix) | И.Каминская | А.Зубков              | 3:51         |
| 14. | «Перепишу любовь» (remix)    | И.Каминская | А.Зубков              | 4:17         |

Демоверсия
| №   | Название                       | Длительность |
| --- | ------------------------------ | ------------ |
| 1.  | «Без названия»                 | 3:41         |
| 2.  | «Без названия»                 | 3:31         |
| 3.  | «Без названия»                 | 4:13         |
| 4.  | «Без названия»                 | 3:09         |
| 5.  | «Без названия»                 | 1:30         |
| 6.  | «Без названия»                 | 1:17         |
| 7.  | «Без названия»                 | 1:25         |
| 8.  | «Без названия»                 | 1:16         |
| 9.  | «Без названия»                 | 1:42         |
| 10. | «Без названия»                 | 0:56         |
| 11. | «Без названия»                 | 1:58         |
| 12. | «Без названия»                 | 1:01         |
| 13. | «Без названия»                 | 1:18         |
| 14. | «I'll Rewrite My Love» (видео) |              |
| 15. | «IT Was Snowing» (видео)       |              |
| 16. | «Lëli - Lëli» (видео)          |              |
| 17. | «Long Days» (видео)            |              |

## Участники записи
- Аккордеон — Вадим Ахметов (2,5)
- Акустическая гитара — Михаил Махов, Михаил Иванов
- Соло-гитара — Михаил Иванов
- Аранжировка — Александр Иванов (9,10), Натан Дани (1,3,5,6,8), Сергей Мильченко (2,4,7,11,12), Тарас Ващишин
- Бэк-вокал — Тарас Ващишин, Валерий Демьянов, Ульяна Каракос
- Бас-гитара — Олег Ивахненко
- Электрическая гитара — Сергей Мильченко
- Продюсер — Валерий Демьянов
- Дизайн — Ольга Алисова
- Фотографии — Андрей Берменьев, Игорь Шагов, Константин Рынков, Руслан Рощупкин, Сергей Филатов